# Třída Míru (Pardubice)
Třída Míru (původně Na Zeleném, od roku 1874 Královská, za první republiky Wilsonova) patří k nejvýznamnějším ulicím Pardubic. Tvoří spojnici mezi centrem města a jeho západní částí, tzv. Zeleným předměstím. Je zařízena jako pěší zóna s umožněným vjezdem vozidlům MHD, především trolejbusů. Ulice začíná na křižovatce u Náměstí Republiky, na hraně středověkého jádra města, za křižovatkou s třídou 17. listopadu a Masarykovým náměstím pak plynule přechází v Palackého ulici, vedoucí k hlavnímu vlakovému nádraží. Název nese od roku 1962.
V roce 2015 byla dokončena její rozsáhlá rekonstrukce.

## Historie
Ulice vznikla jako přirozená osa tzv. Zeleného předměstí, které vzniklo za západní částí pardubických hradeb, při cestě vedoucí směrem ku Praze. Až do začátku 19. století byla tvořena převážně stavbami ze dřeva, po požáru města roku 1835 zde začaly vznikat zděné domy. Stavební rozvoj rostl spolu s rozvojem města po dokončení železniční trati z Olomouce do Prahy roku 1845 a výstavbě městského nádraží, vzdáleného několik set metrů od lokality, od nějž ulice tvořila přirozenou spojnici.
Jednou z největších staveb v ulici se posléze stal původní zájezdní hostinec Na Veselce, který na počátku 19. století získala rodina Kašparova. Ten byl v letech 1857 až 1858 zvětšen a přestavěn na moderní hotel, včetně přístavby moderní kavárny, restaurace či společenského sálu Odeon. (roku 1883 se zde narodil syn hoteliéra Františka Kašpara Jan Kašpar, pilot a první český letec na motorovém letounu). V roce 1874 byla na počest císaře Františka Josefa I. a císařovny Alžběty, kteří se ve městě toho roku zúčastnili parforsních honů a prvního dostihového závodu Velké pardubické, ulice přejmenována na Královskou. Na jejím západním konci byla v letech 1878 až 1880 vystavěna městská synagoga, roku 1883 byl v prostoru před ní vztyčen pomník bratranců Veverkových od akad. sochaře Josefa Strachovského, jedno z největších sochařských děl ve městě.
Výstavba nových budov pokračovala také v období první republiky, ulice byla přejmenována na Wilsonovu. V období německé okupace se jmenovala opět Na Zeleném, v roce 1945 pak byla přemenována na Stalinova. Naposledy svůj název změnila v roce 1962, kdy dostala název třída Míru. V období komunistického režimu bylo několik objektů zbořeno: v roce 1959 synagoga, v roce 1972 pak komplex budov hotelu Veselka, čímž byla západní část ulice rozšířena.

## Významné stavby
- Krudencův palác (také palác Hybských), č. 56, městský palác zbudovaný v eklektickém a secesním slohu. Dokončen byl roku 1897.
- Grandhotel a Okresní dům, postavený letech 1927–1931 dle návrhu Josefa Gočára. Kdysi zde sídlil biograf Svět.
- Obchodní a obytný dům firmy Kolařík, č. 57, čtyřpatrový funkcionalistický činžovní dům se suterénní prodejnou.
- Pomník Jana Kašpara, instalovaný v roce 2016.
- Výškový dům Magnum, dokončený v roce 2008.

### Zaniklé
- Synagoga, postavená v letech 1878 až 1880 v novorománském stylu staviteli Františkem Schmoranzem mladším a Janem Machytkou. Zbořena byla v letech 1958 až 1959.
- Hotel Veselka, někdejší luxusní hotel na západním okraji ulice. Stržen byl v roce 1972.
- Pomník bratranců Veverkových, vybudován roku 1883, po demolici synagogy přesunut.

## V umění
Ulici zmiňuje v jedné ze svých písní s názvem Kostel - Biohazard - McDonald původem pardubická punk-rocková skupina Vypsaná fixa.